# Бернард, Герман Хедвиг
Герман Хедвиг Бернард (также Гирш Бер (Горовиц) Гурвич; 1785—1857) — английский филолог-гебраист, переводчик и педагог еврейского происхождения; один из пионеров европейского просвещения среди евреев в Российской империи.

## Биография
Герман Хедвиг Бернард родился в 1785 году в уездном городе Умани Киевской губернии Российской империи. Отец его, Хайкель Горовиц, крупный коммерсант, из знатного рода «Шело», считался вольнодумцем и приверженцем так называемой мендельсоновской школы; местные ортодоксы преследовали его, а после его смерти распространяли россказни, что его грешная душа блуждает по миру (он вел переписку с учёным караимом Исааком).
Интересные сведения ο Бернарде сообщил писатель князь И. М. Долгоруков (1764—1823), путешествовавший в 1810 году на юге России и остановившийся в Умани в доме отца Бернарда. Мать его была настоль ортодоксальна, что он не решался заменить европейским платьем традиционную одежду, тяготившую его, так как вызывала пренебрежительное отношение со стороны русского общества («я лучше вынесу уничижение от христиан правоверных, нежели допущу мать свою от меня уронить одну слезу»); тем не менее благодаря отцу Бернард получил тщательное европейское образование, совершенно исключительное среди тогдашнего русского еврейства. Он говорил, а ещё лучше писал по-русски, по-немецки и по-французски.
Уже около 1810 года он перевел на еврейский язык сочинение «La découverte de l’Amérique» (Бернард, говоря с Долгоруковым по-французски, имел в виду, вероятно, немецкую книгу Кампе «Die Entdeckung von America», жаргонный перевод которой, напечатанный в Бердичеве, приписывается отцу Бернарда).
Знание языков, а также пребывание в Пруссии, куда он наезжал по делам отца, дали ему возможность ближе ознакомиться с мендельсоновским просвещением. Став в ряды последователей Мозеса Мендельсона, Бернард, подобно многим из них, легкомысленно усвоил отрицательное отношение к Талмуду, совершенно не считаясь с тем значением, которое имеет этот памятник в религиозно-культурной жизни еврейства. В беседе с Долгоруковым Бернард чрезвычайно резко отзывался ο Талмуде, заявляя, что им поддерживаются те предрассудки евреев, из-за которых еврейский народ столько страдал; Бернард не останавливался и перед насильственным изъятием Талмуда: евреям нужны одни лишь Моисеевы книги. Бернард сообщил также Долгорукову, что он намерен перевести на еврейский язык Новый завет: евреи могут не верить Евангелию, но должны ознакомиться с его моралью. Все это было подсказано Бернарду искренним желанием вырвать русских евреев из общественной отчужденности и повести их по пути просвещения. «Он горячо любит свой народ, — писал Долгоруков, — жарко защищает его выгоды и, кажется, готов жизни лишиться, чтобы только поспособствовать благоденствию своей братии».
В 1822 году Герман Хедвиг Бернард, будучи владельцем банкирского дома «Н. В. Horowitz», просил у правительства разрешения учредить в Умани еврейскую школу «по системе Мендельсона» — фактически школа уже функционировала некоторое время, но нелегально. Эта школа, однако, просуществовала недолго: ортодоксальные круги были здесь настоль сильны, что даже 10 лет спустя такая же попытка доктора Бернарда Абрагамсона потерпела неудачу. Бернард оказывал в это время покровительство известному впоследствии математику Эйхенбайму, к которому он был чрезвычайно привязан. Бернард, вообще, являлся центральным лицом, вокруг которого группировались многие передовые люди того времени, жаждавшие просвещения.
В 1825 году Бернард был вынужден покинуть Россию: он разорился и впал в долги. Прожив некоторое время в Берлине и Бреславле, он позже поселился в Лондоне, где стал известен под именем Herman Ludwig Berman. Здесь, зарабатывая средства к существованию преподаванием еврейского языка, он всецело посвятил себя науке. Его перевод на английский язык части труда Маймонида «The creed and ethics of the jews exhibited in selections from the Yad ha-Hazakah of Maimonides», 1832, обратил на Бернарда внимание учёных, и он очутился в кругу людей, которых ставил гораздо выше себя. В 1837 году Бернард был назначен «praeceptor linguae sacrae» при Кембриджском университете; в этом звании он состоял до самой смерти.
В 1839 году Бернард издал на еврейском и английском языках руководство по еврейской истории «На-Menahel», а позже еврейскую грамматику «Me Menuchot» (1853).
Бернард перевёл на древнееврейский язык также некоторые произведения Шекспира и Юнга, басни Флориана и др. В книге одессита Я. И. Гольденвейзера «Alim litrufo», Вена, 1864, помещены два письма Гольденвейзера на имя Бернарда, «профессора Германа Бернарда в Кембридже», и одно ответное последнего (переписка касается преимущественно неурядиц в семейной жизни Бернарда).
Изменение им своего имени, скорее всего, объясняется желанием избавиться от кредиторов; однако это породило слухи, что в Англии Бернард принял христианство; однако никаких документальных подтверждений этому не найдено.
Герман Хедвиг Бернард умер 15 ноября 1857 года Кембридже.
После его смерти были опубликованы его лекции ο книге Иова (1864 год; обещанное приложение к ним не появилось).